# Košelev
Il Košelev, Košeleva (in russo Кошелева?) o Košelevskij è un massiccio vulcanico attivo situato nella parte meridionale della Kamčatka, in Russia. 
Nel 1910 prese il nome da Pavel Ivanovič Košelev, governatore della regione della Kamčatka negli anni 1803-1806.

## Descrizione
Il Košeleva si compone di cinque stratovulcani: Orientale (con sommità piatta), Centrale (con cratere attivo), Valentin (a forma di cono con cratere), Occidentale (con caldera erosiva) e Antico-Košelev (vulcano a scudo).
La formazione e lo sviluppo del vulcano avvennero durante il periodo Pleistocene-Olocene. È composto da lave basaltiche, andesitiche e brecce laviche. La vetta del vulcano Orientale con un'altezza di 1822 m (o 1812 m) è il punto più alto del massiccio. L'Antico Košelev praticamente non si distingue ed i suoi resti sono difficili da rilevare. Si presume che l'ultima eruzione sia avvenuta alla fine del XVII secolo (nel 1690). 